# Szabó Tibor (színművész)
Szabó Tibor teljes neve: Szabó Tibor András (Kárásztelek, 1957. október 13. –) Jászai Mari-díjas magyar színész, színházigazgató, a Weöres Sándor Színház alapító tagja.

## Életpályája
Romániában, a Szilágy megyei Kárászteleken született, 1957. október 13-án.
1976-ban érettségizett a nagykárolyi Elméleti Líceum humán tagozatán. 1990-től a gyergyószentmiklósi Figura Stúdió Színház tagja volt. 1994-től a sepsiszentgyörgyi Tamási Áron Színházban játszott. 1996 és 2003 között a gyergyószentmiklósi Figura Stúdió Színház igazgatója 2004-2005-ös évadban megbízott igazgatója 2006-2007-es évadban művészeti aligazgatója volt. 2008-ban kapta meg színészi diplomáját (már Jászai-díjasként) a Marosvásárhelyi Művészeti Egyetemen. 2008-tól a szombathelyi Weöres Sándor Színház színművésze, 2021. február 1-től az intézmény igazgatója.
Felesége Bálint Éva színművész.

## Fontosabb színpadi szerepei
- William Shakespeare: Romeo és Júlia... Capulet
- William Shakespeare: Szeget szeggel... Pompeius
- William Shakespeare: Titus Andronicus... Marcus Andronicus
- William Shakespeare: Lear király... Kent grófja
- William Shakespeare: Makrancos Kata, avagy a hárpia megzabolázása... Grumio
- William Shakespeare: Hamlet... Polonius
- William Shakespeare: Szentivánéji álom... Egéus, Hermia atyja
- William Shakespeare : Vízkereszt, vagy bánom is én... Malvolio
- Anton Pavlovics Csehov: Cseresznyéskert... Firsz, öreg inas
- Anton Pavlovics Csehov: Lakodalom... Revunov
- Anton Pavlovics Csehov: Három lány... Kulígin
- Nyikolaj Vasziljevics Gogol: Háztűznéző... Anucskin
- Nyikolaj Vasziljevics Gogol: A revizor... Pavel Abramovics Lezsnyev, kórházigazgató főorvos, népjólét
- Fjodor Mihajlovics Dosztojevszkij: A szelíd teremtés... A Férfi
- Fjodor Mihajlovics Dosztojevszkij: A félkegyelmű... Ivolgin
- Molière: Scapin furfangjai... Scapin; Szilveszter, Octave szolgája
- Molière: Don Juan... Sganarel
- Arlecchino az alvilágban (Commedia dell’arte)... Arlecchino
- Luigi Pirandello: Öltöztessük fel a mezteleneket... Grotti konzul
- Federico García Lorca: Vérnász... Mesélő, Halál
- Benjamin Jonson: Volpone... Voltore
- Henrik Ibsen: Peer Gynt... Ingrid apja
- Bohumil Hrabal: Szigorúan ellenőrzött vonatok... Állomásfőnök
- Stanisław Ignacy Witkiewicz: Az őrült és az apáca... Dr. Grünn
- Frances Hodgson Burnett - Jeles András: A kis lord... Hobbs
- Alfred Jarry: Übü király... Lecsinszky Szaniszló, Paizs, II. nemes, finance
- Jean Anouilh: Ardéle, avagy szeret, nem szeret... Tábornok
- Georges Feydeau - Maurice Desvallières: A tartalék tartalékos... Lipták hadnagy
- Georges Feydeau: Zsákbamacska... Pacarel úr
- John Millington Synge: A nyugati világ bajnoka... Michael James Flaherty
- Madách Imre: Az ember tragédiája... Mihály főangyal; Első demagóg; Az agg eretnek; Rudolf császár; Az aggastyán
- Petőfi Sándor: A helység kalapácsa... A költő (Mesélő)
- Gaal József: A peleskei nótárius... Zajtai, peleskei nótárius
- Heltai Jenő: Naftalin... Házmester
- Molnár Ferenc: Üvegcipő... Sipos
- Móricz Zsigmond: Rokonok... Kardics
- László Miklós: Illatszertár... Sipos úr
- Örkény István: Tóték... Tót
- Tersánszky Józsi Jenő - Örkény István: Kakukkmarci... Uccú Jóska
- Bakonyi Károly - Szirmai Albert - Mohácsi István - Mohácsi János: Mágnás Miska... Gróf Eleméry Tasziló, oroszlánvadász
- Háy János: A Herner Ferike faterja... Papi Jóska
- Egressy Zoltán - Dömötör Tamás: 9700... Vas Gyula, elnök, valamint több múltbéli személy
- Egressy Zoltán: Portugál... Kocsmáros
- Pintér Béla: Parasztopera... Apa
- Székely Csaba: Vitéz Mihály... Sztroje, gazdag bojár, Mihály barátja; Egy vallon lovag
- Barták Balázs: A kút... szereplő
- Barabás Olga: Partok, szirtek, hullámok... Kapitány
- Tadeusz Słobodzianek: Ilja próféta... Rothschild
- Tadeusz Słobodzianek: A mi osztályunk... Władek (1919-2001): 82
- Ödön von Horváth: Kasimir és Karoline... Schürzinger
- Michael Frayn: Függöny fel!... Selsdon
- Philippe Blasband - Dömötör Tamás: Szerelmes Balázs... Szerviz operátor
- Vajda Anikó - Valló Péter - Fábri Péter: Anconai szerelmesek... Tomao Nicomaco
- Presser Gábor - Horváth Péter - Sztevanovity Dusán: A padlás... Detektív, aki még önmagát is kinyomozza; Rádiós
- Rudyard Kipling - Dés László - Geszti Péter: A dzsungel könyve... Balu
- Miguel de Cervantes - Dale Wasserman - Mitch Leigh - Joe Darion: La Mancha lovagja... Szolga; Sancho
- Bob Fosse - Fred Ebb - John Kander: Chicago... Amos Hart
- Joe Masteroff - Fred Ebb - John Kander: Kabaré... Konferanszié
- Stephen Schwartz - David Greene  - John Michael Tebelak: Godspell... A szemüveges
- Philippe Blasban: Szerelmes Balázs... Szervizoperátor
- Frances Hodgson Burnett: A kis lord... Hobbs
- Moritz Rinke: Vineta Köztársaság... Klaus Hagemann
- Lázár Ervin: A kisfiú és az oroszlánok... Apa
- Kálmán Imre: A csárdáskirálynő... Kerekes Ferkó
- Schönthan testvérek - Kellér Dezső: A szabin nők elrablása... Bányai Jenő, tanár
- Várkonyi Mátyás - Miklós Tibor: Sztárcsinálók... Claudius császár, Péter apostol
- David Auburn: Egy bizonyítás kövonalai... Robert
- Urs Widmer: Top Dogs... Xaver Neuenschwander
- Yasmina Reza: Művészet... Marc
- Terry Johnson: Diploma előtt... Mr. Braddock
- Oleg és Vlagyimir Presznyakov: Terrorizmus... Férfi
- Szigligeti Ede - Mohácsi István - Mohácsi János: Liliomfi... Schwartz, pesti fogadós
- Georges Feydeau: Kis hölgy a Maximból... Jules Petypon, tábornok
- Anders Thomas Jensen: Ádám almái... Dr. Kolberg
- Voltaire: Candide... szereplő
- Légrádi Gergely: Énis, teis... A tulajdonos
- Pintér Béla - Darvas Benedek: Gyévuska... Felkay ezredes
- Andrzej Saramonowicz: Tesztoszteron... Juszuf, idegen nyelvű, morózus szakács
- Jerry Bock: Hegedűs a háztetőn... Tevje

## Önálló estjei
- A pincér dalai (2009)
- Útközben (2013)
- Veres András: Nagyapám, Frank Sinatra (2024)

## Rendezése
- Telefondoktor (Weöres Sándor Színház, 2015)

## Filmek, tv
- Ibsen: Peer Gynt (színházi előadás tv-felvétele)
- John Millington Synge: A nyugati világ bajnoka (színházi előadás tv-felvétele)
- Ibrinkó  (2001)... Kénozd, királyi tanácsos
- Az igazi Mikulás (2005)... Balogh úr
- Dolina – Az érsek látogatása (2006)... Énekes bolond
- Legyetek szeretettel (2023)... Finta Sándor

## Díjai
- Jászai Mari-díj (2006)